# Nendingen
Nendingen est un village allemand de 2850 habitants situé dans la région de Bade-Wurtemberg. Nendingen se trouve sur le Danube entre Tuttlingen et Mühlheim an der Donau. Nendingen a été fondé par Nando, un alaman, en 300 ap. J.-C.
La majorité de la population est catholique et l'église „St. Petrus und Jakobus“ (Pierre et Jacques de Zébédée) de Nendingen est ancienne (rococo). Nendingen fait partie du diocèse de Rottenburg-Stuttgart. Jusqu'en 1873, des parties de Mühlheim an der Donau et de Tuttlingen faisaient partie de la paroisse de Nendingen.
Les sports plus populaires sont la lutte et le handball. Le carnaval de Nendingen est très grand[pas clair].
Nendingen est un quartier de Tuttlingen depuis 1973. Il a une école élémentaire.
Son blasonnement et bleu est jaune et montre un bouclier et trois fleurs de lys. Après 1409 Nendingen était dirigé par le baron de Mühlheim. Napoléon le rattache en 1805 au Royaume de Wurtemberg.
Nendingen a une gare de chemin de fer entre Ulm et Fribourg-en-Brisgau.
Nendingen a une belle nature[pas clair] : 55,44 % est constitué de forêts (surtout fagus) et 36,36 % sont pour l'agriculture. Le Jura souabe commence à Nendingen.
| an               | habitants |
| ---------------- | --------- |
| 1er janvier 1834 | 955       |
| 1848             | 1 118     |
| 1853             | 1 039     |
| 1855             | 966       |
| 1875             | 946       |
| 1er janvier 1880 | 991       |
| 1885             | 1 000     |
| 1er janvier 1910 | 1 200     |

| an               | habitants |
| ---------------- | --------- |
| 1933             | 1 385     |
| 1939             | 1 478     |
| 1950             | 1 583     |
| 1964             | 2 000     |
| 1er janvier 1970 | 2 146     |
| 1er janvier 1992 | 2 612     |
| 1er janvier 2002 | 2 803     |
| 20 janvier 2007  | 2 850     |